# Овен Черчілл
Овен Черчілл (англ. Owen Churchill, 8 березня 1896 — 22 листопада 1985) — американський яхтсмен.
Олімпійський чемпіон 1932 року в класі 8 метрів.